# Wallfahrtskirche Maria Thalheim

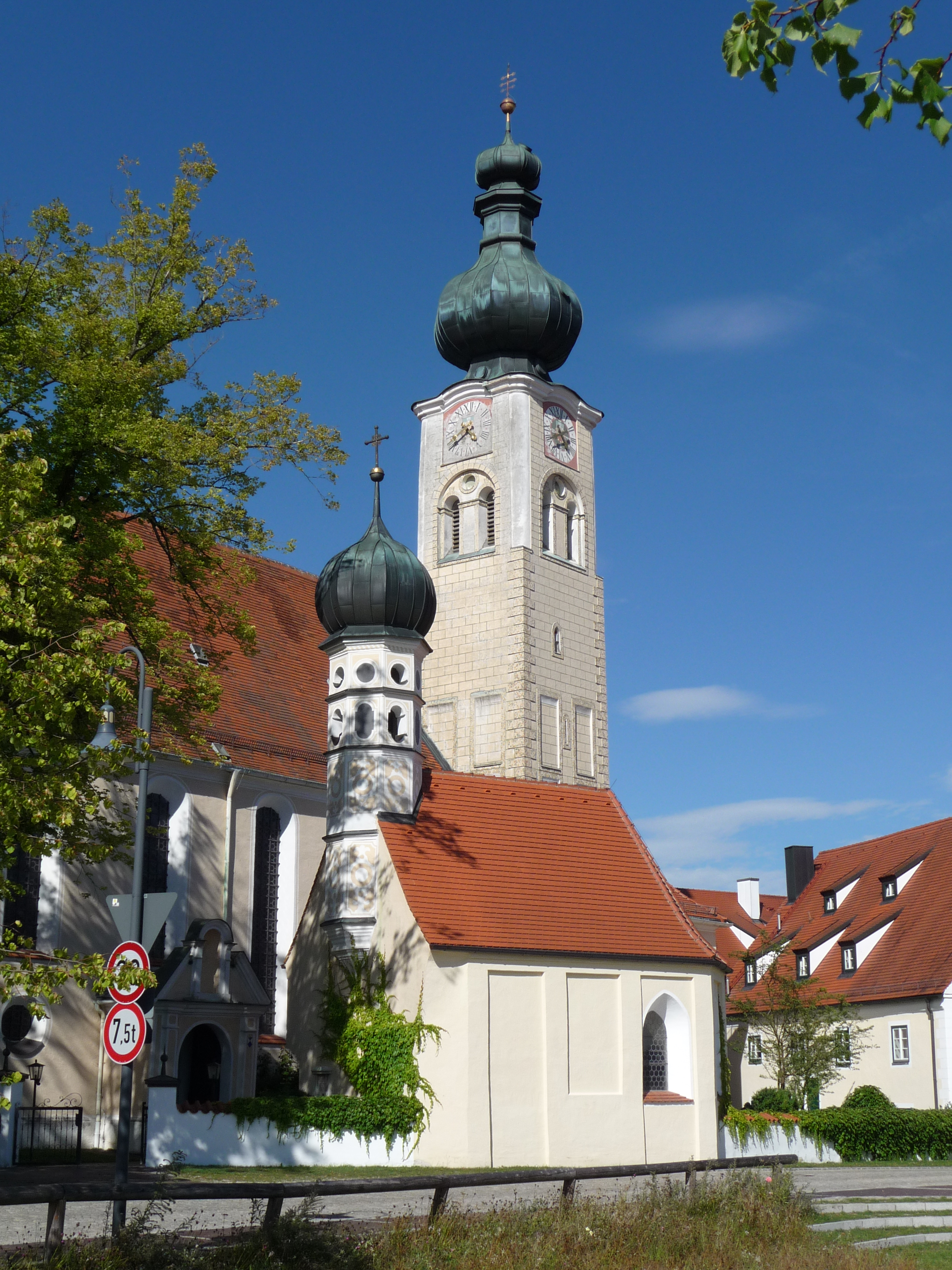
Außenansicht der Wallfahrtskirche, im Vordergrund auf dem ehemaligen Friedhof die Michaelikapelle

Die Wallfahrtskirche Mariä Himmelfahrt in Maria Thalheim, einem Ortsteil der Gemeinde Fraunberg im oberbayerischen Landkreis Erding, wurde erstmals im Jahre 1413 urkundlich erwähnt und ist damit die älteste Marienwallfahrt im Erdinger Land. Der spätgotische Kirchenbau stammt ursprünglich aus dem späten 15. Jahrhundert, wurde jedoch im Zeitalter des Barock und Rokoko stark verändert, wobei er insbesondere seine prächtige Ausstattung erhielt. Daran wirkten zahlreiche namhafte Baumeister und Künstler mit. So gilt Maria Thalheim beispielsweise als wichtigste Wirkungsstätte Christian Jorhans d. Ä. Bei dem Gnadenbild am Hochaltar handelt es sich um eine spätgotische Madonna mit Jesuskind.

## Geschichte
Kirchlich wird Maria Thalheim als Thallhamb erstmals 1315 als Filiale der Pfarrei Riding erwähnt. Die Wallfahrt ist bereits seit dem frühen 15. Jahrhundert (1413 bzw. 1419) belegt, manche Quellen setzen den Beginn der Wallfahrt bereits Mitte des 14. Jahrhunderts an. Die Legende berichtet, dass zunächst eine Wallfahrt zu einem Marienbildnis unter einem Hollerstrauch im Ort entstand. Später sollte für das Bild eine Kirche auf einem Berg errichtet werden. Tagsüber wurde das Bild in einer feierlichen Prozession mehrmals zum neuen Bestimmungsort gebracht. Doch das verehrte Marienbild sei in der Nacht immer wieder an den angestammten Ort bei dem Hollerbusch in der Ortsmitte zurückgekehrt, an dem dann auch die heutige Kirche erbaut wurde. Der Holunderstrauch ist bis heute eine botanische Besonderheit, ein sogenannter Verstecktblüher, da er keine sichtbaren Blüten und nur grüne Früchte trägt. Während das Gnadenbild zunächst auf den ersten linken Seitenaltar, 1753 dann auf den Hochaltar übertragen wurde, steht heute eine Immaculata-Figur von 1884 bei dem Hollerstrauch.
In der Folge blühte die Wallfahrt rasch auf. Mitte des 15. Jahrhunderts hatte man bereits einen Wallfahrtsgeistlichen angestellt; 1476 kam Herzog Ludwig der Reiche aus Landshut nach Maria Thalheim, ein Beweis für das bereits damals hohe Ansehen der Wallfahrt. Auch die Erbauung der benachbarten Michaelikapelle zu Beginn des 16. Jahrhunderts und die Anwesenheit zweier Benefiziaten zeugen von einer Blütezeit der Wallfahrt. Im Zuge der Glaubensspaltung ging die Pilgertätigkeit deutlich zurück, doch nachdem Maria Thalheim im Dreißigjährigen Krieg wie durch ein Wunder von Mord und Plünderung durch die Schweden verschont blieb, erholte sich die Wallfahrt rasch wieder. Die Gründung einer Armenseelen-Bruderschaft im Jahr 1700, die Besetzung der Pfarrei Riding und des Benefiziums Maria Thalheim mit Priestern aus dem Institut des Bartholomäus Holzhauser und die Tatsache, dass der bayerische Kurfürst mehrmals persönlich nach Maria Thalheim kam, zeugen von einer erneuten Blütezeit der Wallfahrt im 18. Jahrhundert. Nachdem die Kirche bereits um 1670 durch den Erdinger Baumeister Hans Kogler barockisiert und durch Philipp Vogl aus Erding ausstuckiert worden war, wurde das Gotteshaus durch Koglers Nachfolger Johann Baptist Lethner im Jahr 1736 um zwei Joche nach Westen verlängert. Damit erhielt die Wallfahrtskirche im Wesentlichen ihre heutigen Ausmaße. Außerdem wurden um diese Zeit drei neue Portale eingebaut und vier neue Altäre aufgestellt. An den Feierlichkeiten zur Übertragung des Gnadenbildes auf den Hochaltar an Mariä Himmelfahrt 1753 sollen 40.000 Gläubige teilgenommen haben. 1750 wurde die Sakristei erweitert, 1764 wurde neben anderen Renovierungsmaßnahmen auch der Kirchenraum neu ausstuckiert. Doch die neuerliche Blütezeit währte nur kurz, denn bereits 1785 wurde das Wallfahren an Werktagen verboten und auf die nächstgelegene Pfarr- oder Filialkirche beschränkt. In der Folge ging das kirchliche Leben außerdem durch Aufklärung und Säkularisation stark zurück.
Erst ab den 1830er Jahren unter König Ludwig I. nahm die Bedeutung des kirchlichen Lebens und damit der Wallfahrt wieder zu. Bis heute ist die Kirche eine Wallfahrtsstätte für Pilger aus dem gesamten altbayerischen Raum. Rund um Pfingsten kommen an manchen Tagen bis zu fünf Pilgergruppen mit je rund 100 Gläubigen. In den Jahren 2009 bis 2013 wurde die Kirche aufwändig saniert, nachdem Ende 2008 Teile des Stucks am Chorbogen heruntergefallen waren.
Anfang 2009 wurde der teilweise instabile Stuck der Kirche restauriert. Dabei wurden der teilweise marode Dachstuhl und die Holzunterkonstruktion der Decke saniert sowie die Deckenfresken, der Stuck und die gesamten Innenwände instand gesetzt. Die Kosten der Maßnahmen beliefen sich auf insgesamt über 800.000 Euro, wovon 120.000 Euro aus Spenden finanziert werden konnten.

## Beschreibung

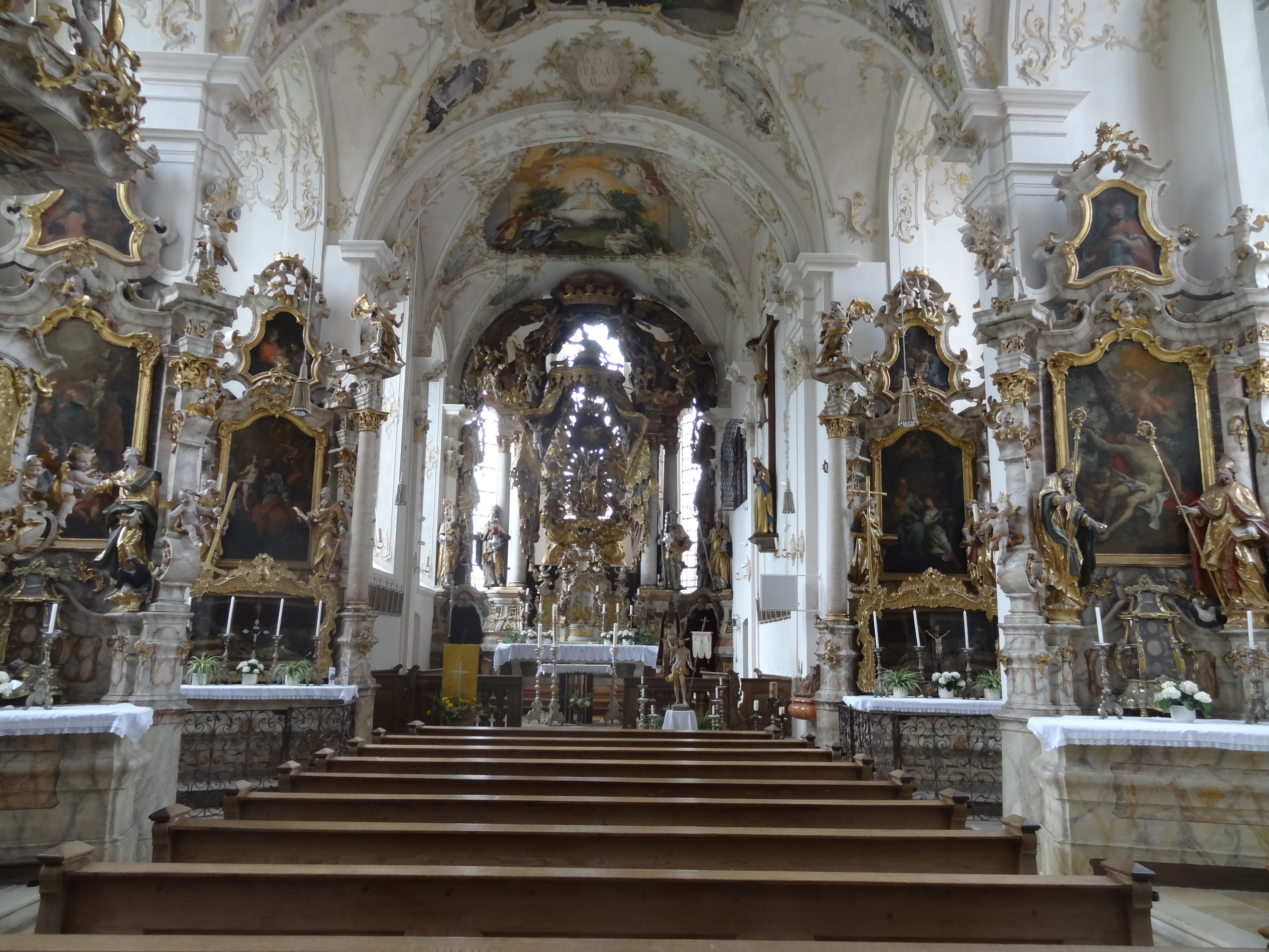
Innenansicht der Wallfahrtskirche

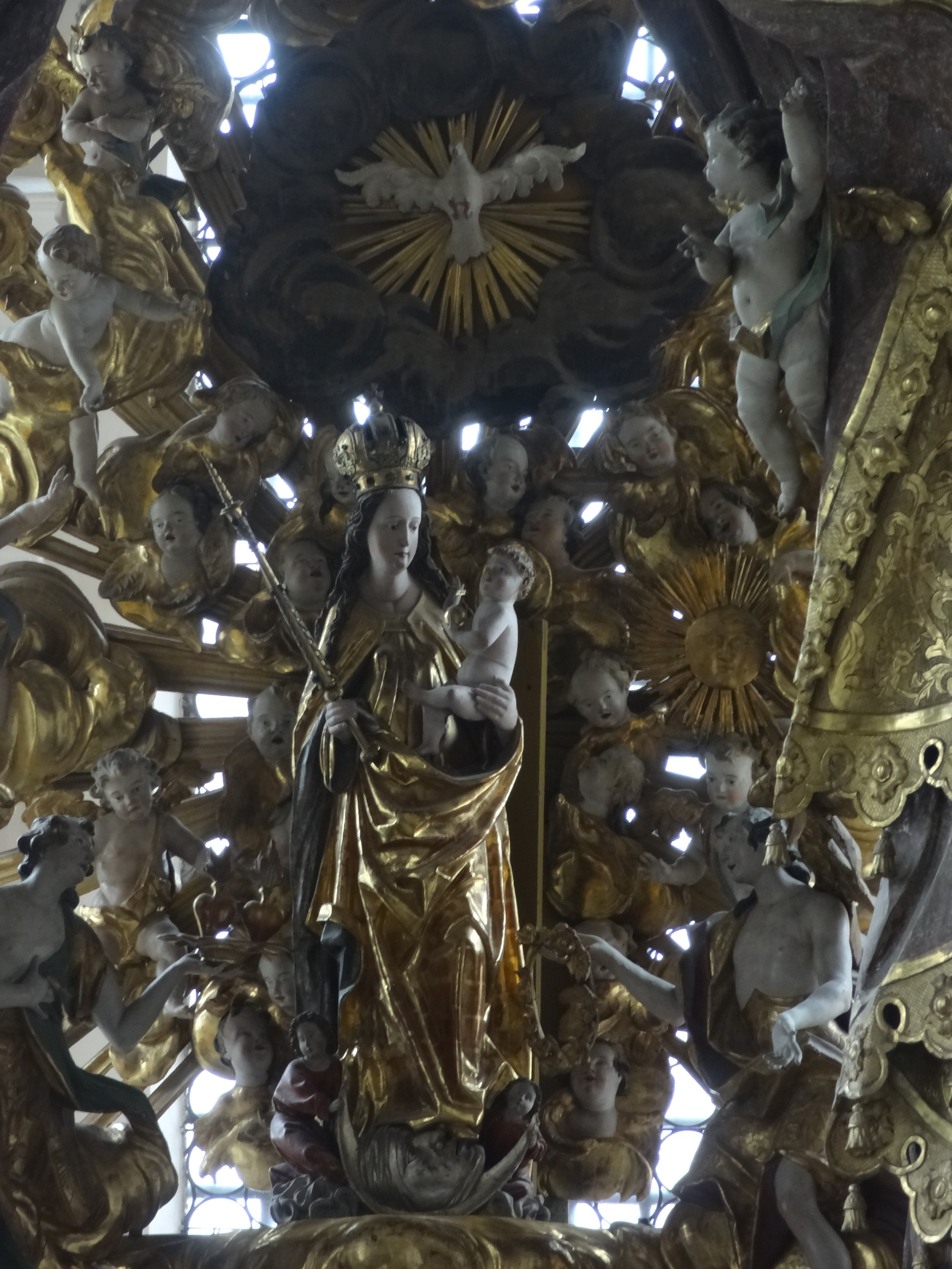
Spätgotisches Gnadenbild

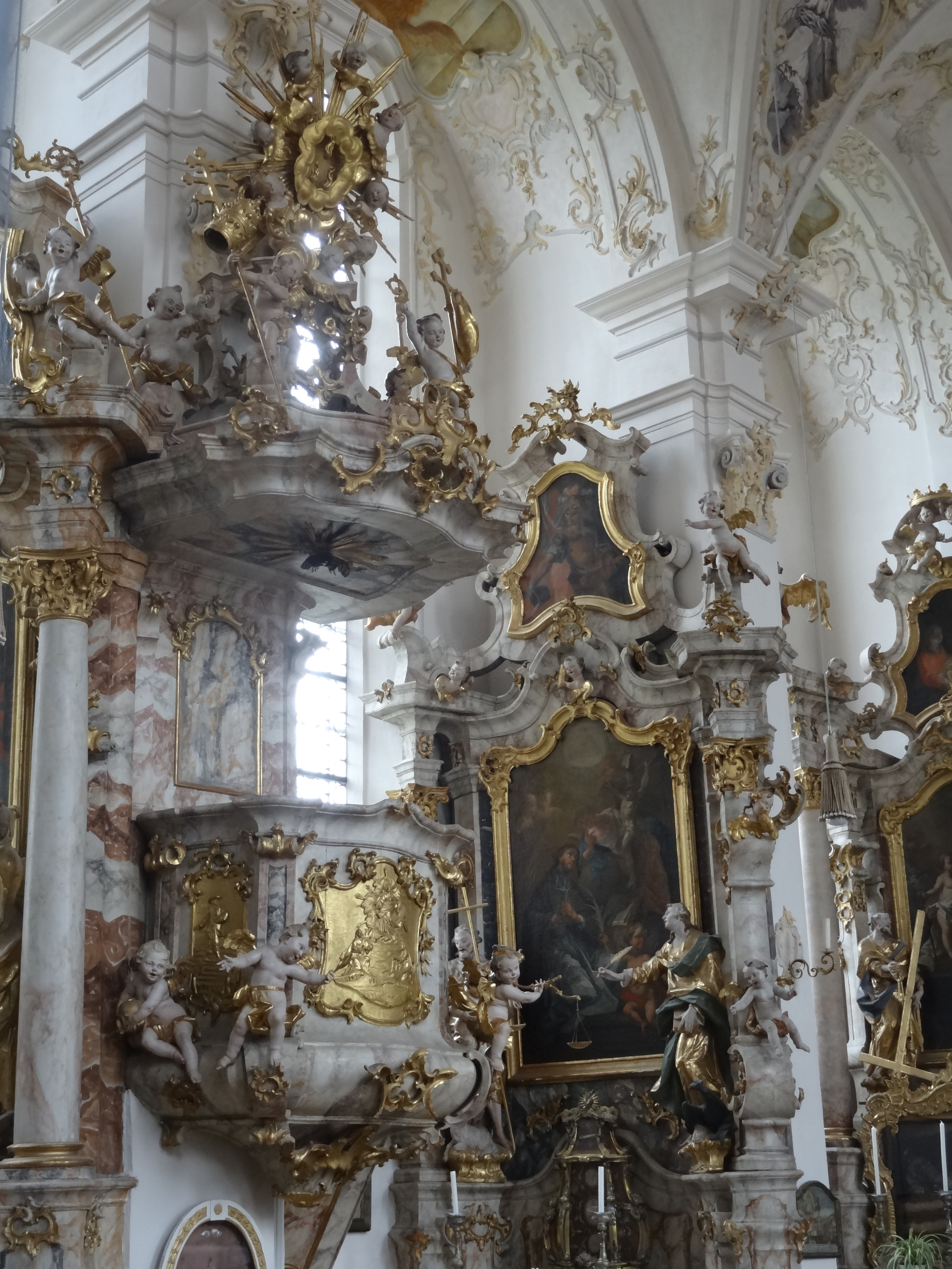
Rokoko-Kanzel und zweiter linker Seitenaltar

### Maße
- Innenlänge des Langhauses: 21,75 m
- Innenlänge des Chores: 9,65 m
- Innenlänge gesamt: 31,40 m
- Innenbreite des Langhauses: 11,60 m
- Innenbreite des Chores: 6,80 m
- Innenhöhe: ca. 11 m

### Architektur
Die nach Osten ausgerichtete Wallfahrtskirche ist eine fünfjochige Wandpfeilerkirche, die über einen zweijochigen Chor mit dreiseitigem Schluss verfügt. Sowohl das einschiffige Langhaus als auch der Altarraum werden von einem Tonnengewölbe mit Stichkappen überspannt, die Seitenkapellen zwischen den Wandpfeilern von kurzen Quertonnen. Beim Betreten des Innenraumes fällt ein kunstvolles Gitter um zwischen dem dritten und vierten Langhausjoch auf. Dieses trennt den vorderen Bereich mit den sechs Seitenkapellen, die jeweils einen Nebenaltar enthalten, vom rückwärtigen Bereich ab. Hier befindet sich im vierten Joch der Eingangsbereich, im fünften Joch die Doppelempore. Das Äußere ist bis auf die Rundbogenfenster weitgehend ungegliedert. Im Süden ist ein Chorflankenturm angebaut, der nach einem Brand (1726)  eine Zwiebelhaube mit Laterne erhielt.

### Ausstattung
Als besonders beeindruckend gilt der Rokoko-Hochaltar mit dem spätgotischen Gnadenbild. Der heutige zweisäulige Aufbau wurde von dem Kistler Johann Michael Eckart und dem Maler Michael Rieder, beide aus Erding, im Jahr 1737 gefertigt. Dieser wird von den Seitenfiguren der vier Kirchenväter eingerahmt, welche vom Freisinger Hofbildhauer Franz Anton Mallet stammen. Zwischen den beiden Säulen ist an zentraler Stelle das Gnadenbild angebracht, eine hervorragende Arbeit aus der Zeit um 1475, die wahrscheinlich in Landshut entstanden ist. Sie wurde 1753 auf den Hochaltar übertragen. Es handelt sich dabei um eine rund 1,6 Meter große Holzfigur der Gottesmutter Maria, die in der rechten Hand das Zepter hält und in der linken das unbekleidete Jesuskind. Das Gnadenbild ist von einem Strahlenkranz und Wolken mit zahlreichen größeren und kleineren Engeln umgeben. Diese im Zeitalter des Rokoko von dem Erdinger Bildhauer Johann Michael Hiernle geschaffenen Kunstwerke stellen die spätgotische Maria als Königin der Engel dar. Darüber sind eine Heilig-Geist-Taube und Halbfigur von Gott Vater zu sehen; mit diesen wird die heilige Dreifaltigkeit vervollständigt. Den oberen Abschluss des Altares bilden zwei Baldachine: ein kleiner für das Gnadenbild und ein großer, der den gesamten Hochaltar überspannt. Beide sind von Vorhangdraperien und zahlreichen Engeln umgeben. Unterhalb des Gnadenbildes befindet sich der weiß-golden gefasste Tabernakel, der 1765 oder 1772 von dem berühmten Landshuter Bildhauer Christian Jorhan d. Ä. geschaffen wurde. In der zentralen Nische sind der Mannaregen und Moses, der mit dem Stab an den Felsen schlägt, dargestellt. Darüber thront das Lamm Gottes als kleine Figur, die den Tabernakel bekrönt.
Die sechs Seitenaltäre entstanden in der Zeit zwischen 1765 und 1770 im Stile des Spätrokoko, nachdem 1764 die barocken Vorgänger nach weniger als einem Jahrhundert für nicht mehr zeitgemäß empfunden worden waren. Die Altäre lassen durch ihre leichte Schrägstellung den Raum zentralisiert erscheinen und sind vom Aufbau alle gleich. Oberhalb des großen Hauptbildes befindet sich je ein kleines Auszugsbild, eingerahmt wird jeder Altar von zwei Seitenfiguren, die allesamt Christian Jorhan d. Ä. zugeschrieben werden. Die zweisäuligen Aufbauten der Altäre stammen wohl von dem Schreiner Matthias Fackler aus Dorfen, die weiß-goldene Fassung und eventuell auch die Altarblätter von dem Erdinger Maler Franz Xaver Zellner. Auf der linken (nördlichen) Seite befinden sich (von Ost nach West): der 1. Altar mit dem Hauptbild des heiligen Josef mit Jesuskind, dem Auszugsbild der Christi, einem Reliquienschrein mit Gebeinen des heiligen Florentius und den Seitenfiguren von St. Peter und Paul; der 2. Altar mit dem Bild des heiligen Johannes Nepomuk, darüber dem Brustbild des heiligen Florian und den Seitenfiguren von Johannes Baptist und des Johannes Evangelist; der 3. Altar mit dem Hauptbild des heiligen Antonius von Padua, darüber dem Auszugsbild der heiligen Barbara, einem kleinen Vorsatzbild des heiligen Korbinian und den Heiligen Ursula und Katharina als Seitenfiguren. Auf der rechten (südlichen) Seite befinden sich (von Ost nach West): der 1. Altar mit dem Hauptbild der heiligen Anna, dem Auszugsbild von der Anbetung durch die drei Weisen aus dem Morgenland, einem Reliquienschrein mit Gebeinen des heiligen Hilarius und den Seitenfiguren der Apostel Jakobus und Matthias; der 2. Altar mit dem Bild des heiligen Sebastian, darüber dem Brustbild des heiligen Theodor und den Seitenfiguren der Heiligen Nikolaus und Martin; der 3. Altar mit dem Hauptbild des heiligen Leonhard, dem Oberbild der heiligen Agatha, einem Vorsatzbild des heiligen Benno und den Figuren des heiligen Wendelin und der heiligen Notburga.
Die schöne Rokoko-Kanzel stammt etwa aus der gleichen Zeit wie die Seitenaltäre. Sie wurde ebenfalls von Matthias Fackler gefertigt, mit Figurenschmuck von Christian Jorhan d. Ä. ausgestattet und von Franz Xaver Zellner weiß-golden gefasst. Neben zahlreichen Engelsfiguren schuf Jorhan auch reliefartige Abzeichen der vier Kirchenväter. Die Kanzel ist auf der linken (nördlichen) Seite an dem Wandpfeiler zwischen dem zweiten und dritten Seitenaltar angebracht. Das reich verzierte Gitter, das den vorderen Bereich des Langhauses und den Chorraum abtrennt, ist eine hervorragende Arbeit im Frührokoko, die um 1740 in Erding entstanden sein dürfte. Die Orgel wurde 1888 von Franz Borgias Maerz errichtet, 1969 umgebaut und 1994 renoviert. Das Gehäuse stammt allerdings noch von 1765 und ist mit Figuren von Christian Jorhan d. Ä. ausgestattet.

## Ensemble

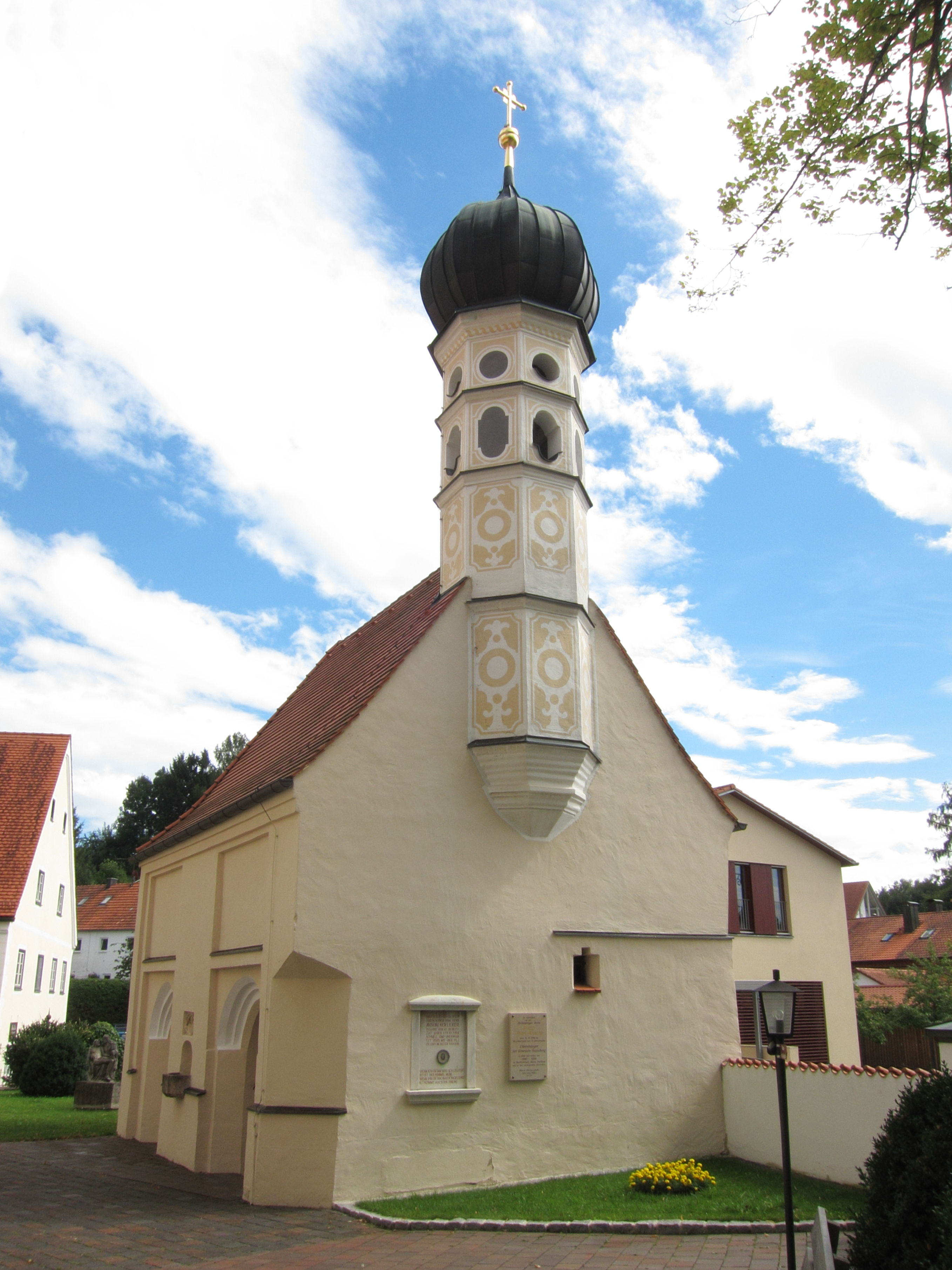
Außenansicht der Michaelskapelle

### Michaelskapelle
Südlich der Kirche befindet sich die ehemalige Friedhofskapelle, die dem heiligen Michael geweiht ist. Es handelt sich dabei um einen spätgotischen Bau aus dem frühen 16. Jahrhundert. Innen findet man eine auffälliges Netzgewölbe, das in ähnlicher Form auch in Pörndorf im Landkreis Landshut anzutreffen ist. Der kleine zweijochige Bau schließt auf der Ostseite in drei Seiten des Achtecks, an der Westseite kragt ein kleiner Dachreiter mit Zwiebelhaube hervor. Das Kirchlein enthält einen kleinen Renaissance-Altar aus der Zeit um 1645. Außen findet man an der Nordseite an gotischen Weihwasserkessel, darüber eine männliche Büste in Relief.

### Brunnenhaus
Westlich der Wallfahrtskirche befindet sich außerhalb der ehemaligen Friedhofsmauer das Brunnenhaus. Bis 1966 war in dem oktogonalen Bau ein Trinkbrunnen für die Wallfahrer untergebracht. Im Inneren befand sich eine Statue der Schmerzhaften Mutter Gottes mit dem Leichnam ihres Sohnes. Aus dessen Seitenwunde floss das Wasser. Heute ist hier das Kriegerdenkmal des Ortes untergebracht. 2011 wurde jedoch an anderer Stelle vom örtlichen Obst- und Gartenbauverein wieder ein Trinkbrunnen für die Pilger erbaut.

## Sonstiges
Rund um Maria Thalheim wurde ein beschilderter „spiritueller Wanderweg“, der sogenannte Marienweg, angelegt. Auf einer Gesamtstrecke von 8,2 Kilometern, die auch abgekürzt werden kann, können Pilger die landschaftlich reizvolle Gegend im Grenzbereich zwischen Erdinger Holzland und Erdinger Moos erkunden.